# ويلسون بيكيت
ويلسون بيكيت (بالإنجليزية: Wilson Pickett) هو مغني وملحن وموسيقي أمريكي، ولد في 18 مارس 1941 في براتفيل في الولايات المتحدة، وتوفي في 19 يناير 2006 في ريستون في الولايات المتحدة بسبب نوبة قلبية.

## وصلات خارجية
- ويلسون بيكيت على موقع IMDb (الإنجليزية)
- ويلسون بيكيت على موقع الموسوعة البريطانية (الإنجليزية)
- ويلسون بيكيت على موقع ميوزك برينز (الإنجليزية)
- ويلسون بيكيت على موقع رولينغ ستون (الإنجليزية)
- ويلسون بيكيت على موقع إن إن دي بي (الإنجليزية)
- ويلسون بيكيت على موقع أول ميوزيك (الإنجليزية)
- ويلسون بيكيت على موقع ديسكوغز (الإنجليزية)
- ويلسون بيكيت على موقع قاعدة بيانات الفيلم (الإنجليزية)